# Épinay-sur-Duclair
Épinay-sur-Duclair is een gemeente in het Franse departement Seine-Maritime (regio Normandië) en telt 478 inwoners (2004). De plaats maakt deel uit van het arrondissement Rouen.

## Geografie
De oppervlakte van Épinay-sur-Duclair bedraagt 6,6 km², de bevolkingsdichtheid is 72,4 inwoners per km².

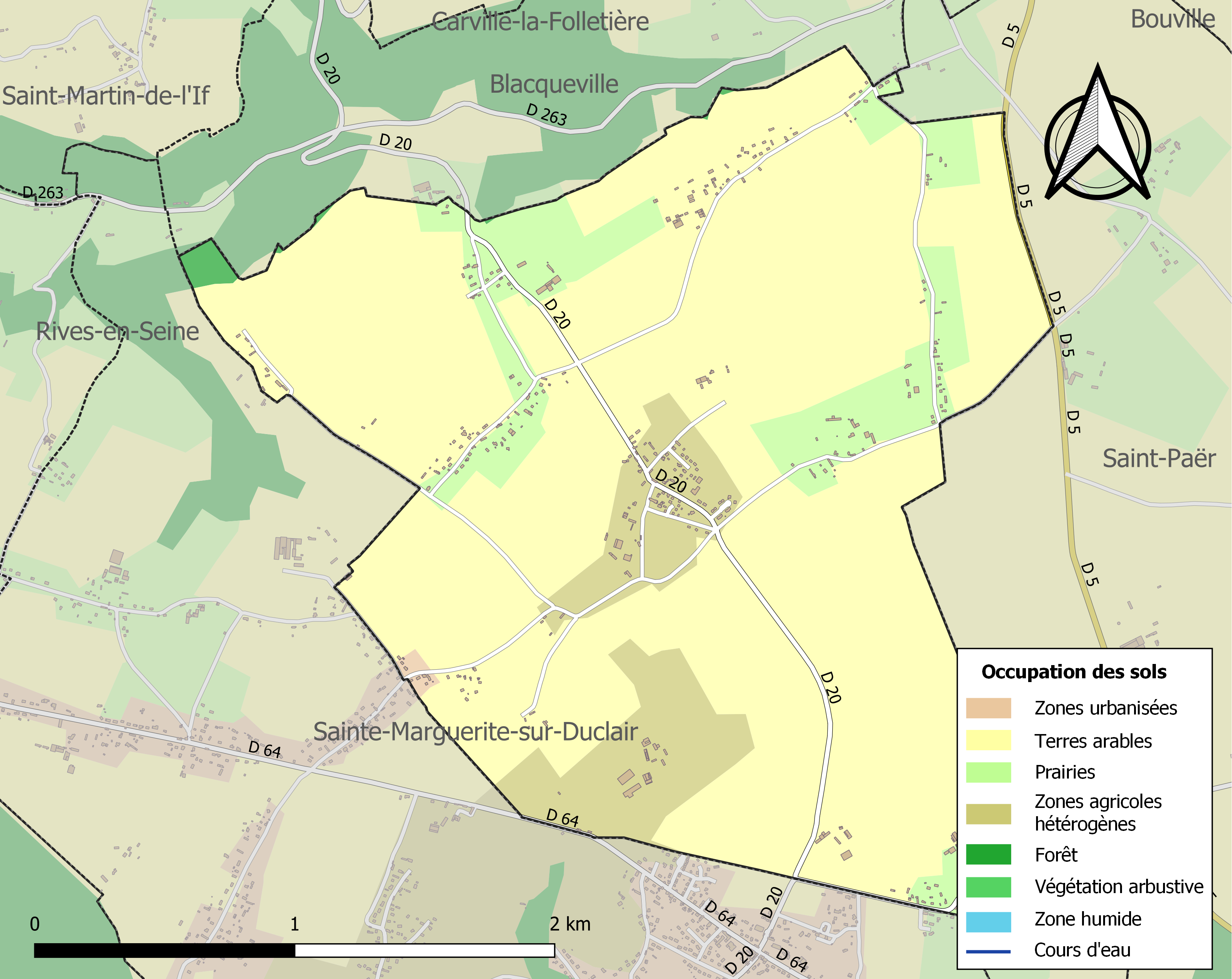
Kaart van de gemeente met de belangrijkste infrastructuur, bodemgebruik en omliggende gemeenten

## Demografie
Onderstaande figuur toont het verloop van het inwonertal (bron: INSEE-tellingen).